# Orde de Sant Jaume
|  | Per a altres significats, vegeu «Orde de Sant Jaume (desambiguació)». |

L′Orde de Sant Jaume o Orde de Sant Jaume de l'Espasa (també conegut impròpiament, per influència castellana, com a Orde de Santiago) és un orde religiós i militar castellanolleonès instituït per Alfons VIII de Castella i aprovat pel papa Alexandre III mitjançant una butlla atorgada el 5 de juliol de 1175. Es convertí en l'orde militar més important i prestigiós de la Corona de Castella i de tot Espanya. Avui és un orde de cavalleria.

## Orígens

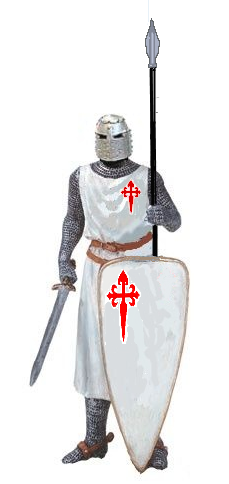
Cavaller de Sant Jaume

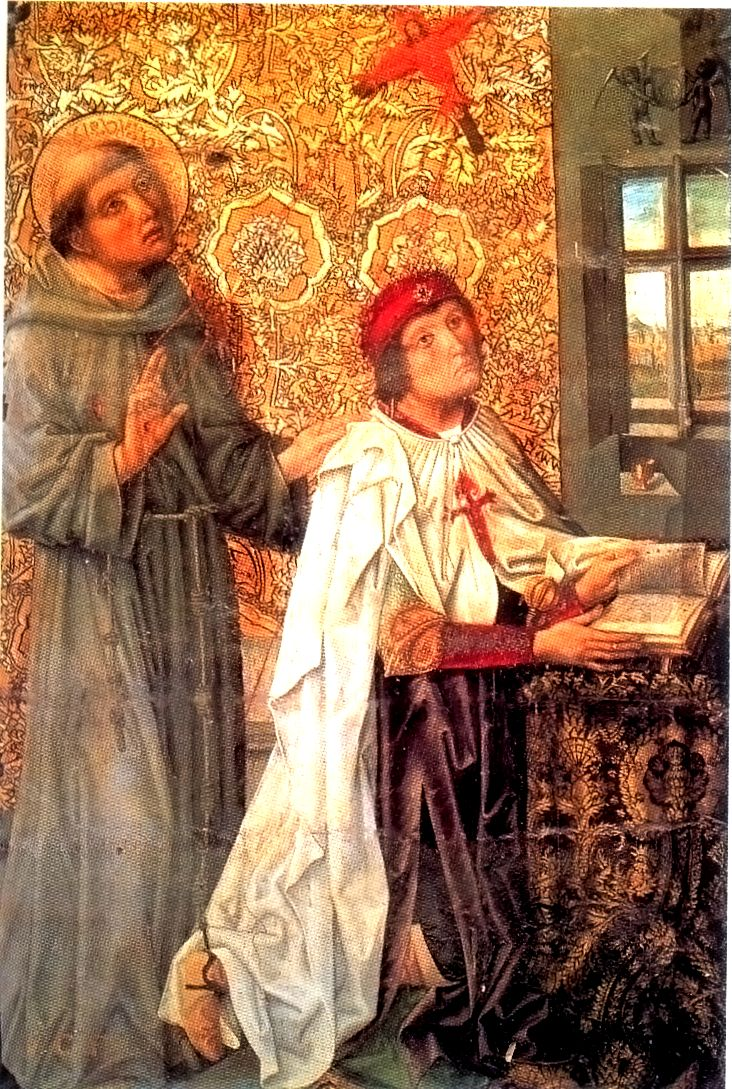
Álvaro de Luna abillat com a gran mestre de l'orde, pintura del s. XV

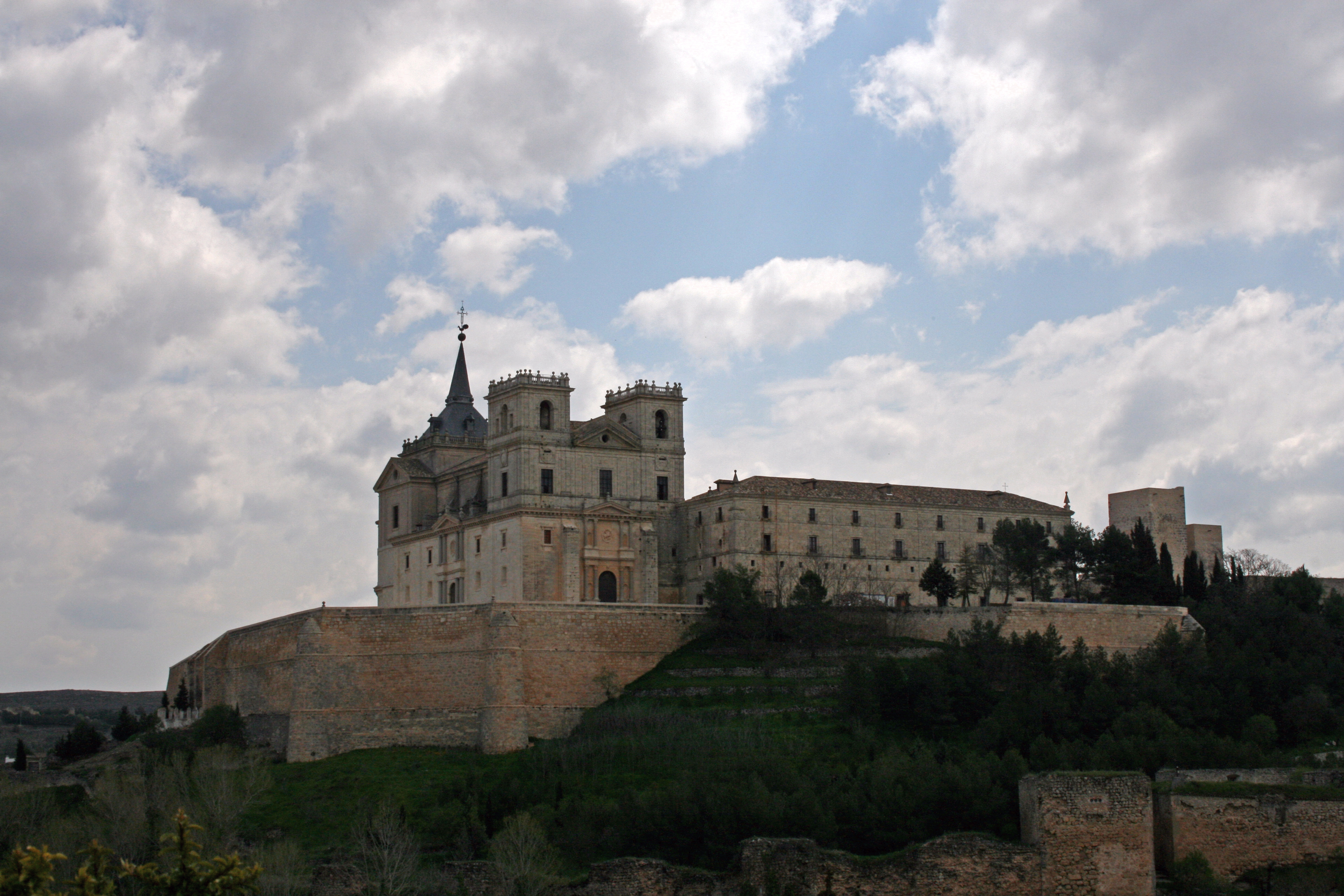
Monestir d'Uclés (Conca), casa mare i seu principal de l'orde

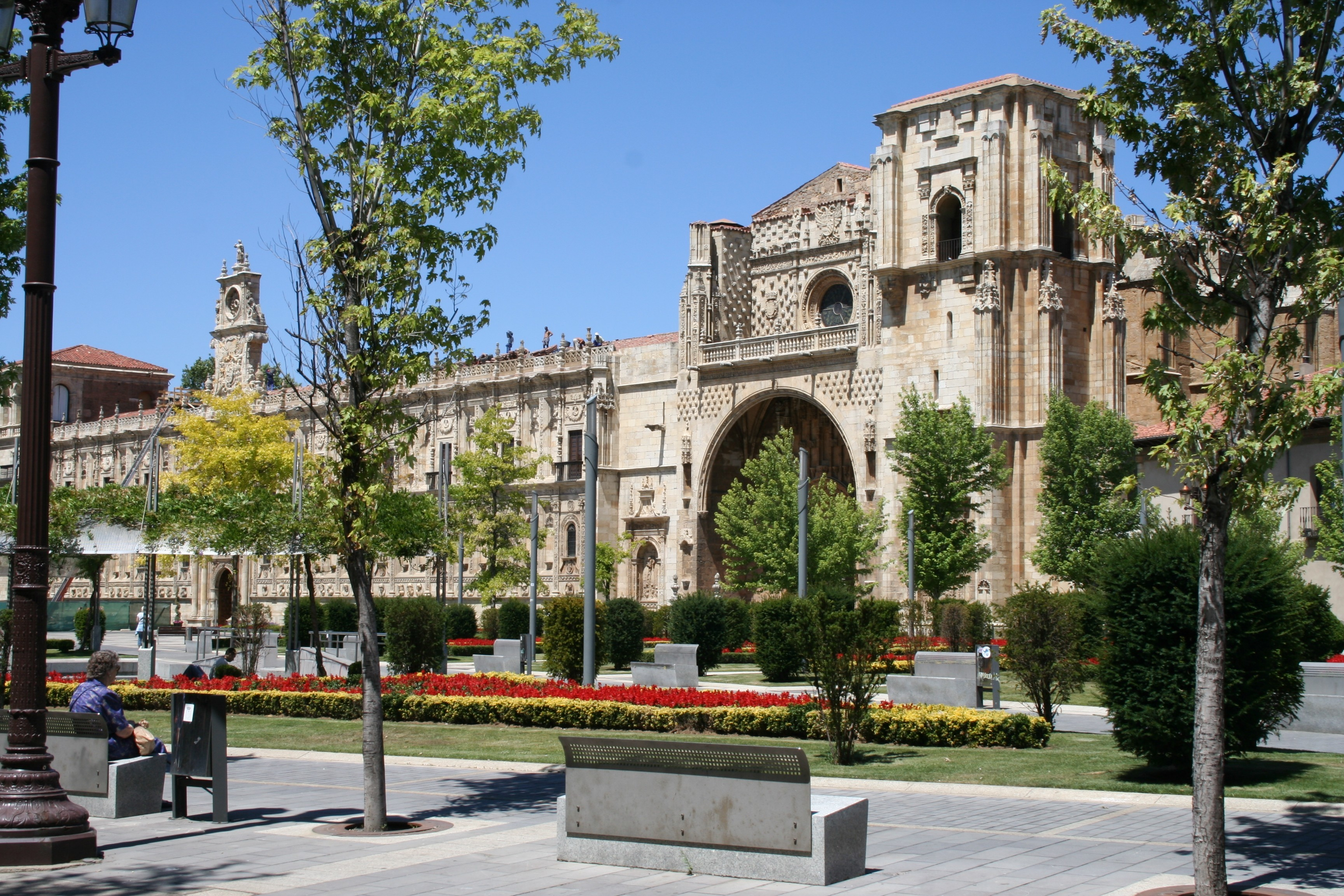
Convent-hospital de San Marcos, a Lleó, segona fundació en importància de l'orde

Instituït per Alfons VIII de Castella i aprovat pel papa Alexandre III mitjançant una butlla atorgada el 5 de juliol de 1175, el seu origen és confús. Procedeix de la refundació de l'orde dels Cavallers de Càceres, que havia estat instituït formalment com a orde militar no religiós per Ferran II de Lleó en 1169.
Els cavallers de l'orde de Sant Jaume van acceptar els vots de pobresa i obediència. No obstant això, en organitzar-se per la regla agustiniana en comptes de la del Cister, els seus membres no estaven obligats a fer vot de castedat i van poder contreure matrimoni (casats eren alguns dels seus fundadors). La butlla del papa Alexandre III recomanava el celibat. En els Estatuts de la fundació de l'orde es precisava: "En conjugal castedat, vivint sense pecat, assemblen als primers pares, perquè millor és casar que cremar-se".
Alfons VIII de Castella li va cedir Uclés (1174), sent des d'aleshores la casa principal de l'orde, Moya i Mira (1211), a les quals s'unirien posteriorment Ossa de Montiel, Montiel i Alfambra. Poc abans de 1180 s'hi uní l'Orde de Sant Marc de Lleó, que li traspassà els seus béns i l'hospital de San Marcos, que serà un dels principals centres de l'orde.
Els cavallers de Santiago van participar en la reconquesta de les comarques de Terol i Castelló i van combatre en la batalla de Las Navas de Tolosa en 1212 i la presa d'Isbiliya, en la que el seu gran Mestre Pelai Pérez Correa va fer front als reforços de l'Emirat de Niebla. Els monarques castellanolleoneses els van concedir privilegis que van permetre a l'orde repoblar extenses regions d'Andalusia i Múrcia. En 1280, la major part de cavallers i el gran mestre moren en la derrota de la batalla de Monclín contra el rei Muhàmmad II de Granada; per evitar l'extinció de l'orde, Alfons X de Castella hi incorpora tots els cavallers de l'Orde de Santa Maria d'Espanya i nomena el mestre d'aquesta com a mestre de Sant Jaume.
L'orde, recuperat, assolirà un gran poder a Castella durant els segles xiv i xv. Durant el segle xv, l'orde trasllada el seu radi d'acció a la Sierra Morena i prenen com a lloc habitual de residència dels seus mestres la població de Llerena (Badajoz), proporcionant un alt creixement tant en aquesta població com als voltants.
El quarantè i últim mestre de l'orde va ser Alonso de Cárdenas (1476-1499). Va ser home que va servir lleialment els Reis Catòlics, penetrant amb els seus cavallers a Portugal més de quinze llegües, mentre el rei portuguès es posicionava en favor de Joana la Beltraneja. Assabentat Alonso de la mort del mestre de Sant Jaume, va desitjar ser-ho ell, però la reina Isabel la Catòlica va ser més diligent i va aconseguir que s'ajornés l'elecció del nou mestre. Es va avenir a això Diego i mentre es resolia el plet es va dedicar a la seu que va anar ficar-se altra vegada a Portugal en to de guerra. Els Reis Catòlics, agraint els seus serveis, van accedir que fos triat mestre de l'orde de Sant Jaume. Des d'un començament, aquest mestre es va trobar en la guerra de Granada. Allí van ser acorralats pels moros.
Els seus companys li van fer veure la necessitat de fugir, aprofitant les ombres de la nit però la resposta de l'últim mestre va ser: "no giro jo l'esquena, per cert, a aquests moros, però si que fujo de la teva ira, Senyor Déu, que s'ha mostrat avui contra nosaltres i t'ha plagut castigar els nostres pecats amb les mans d'aquestes gents infidels". Amb treballs va aconseguir posar-se fora de perill. Però allí van quedar gran nombre dels seus companys, morts, fins al punt que aquell lloc se li va donar el nom de "Costas de la matanza". Va continuar lluitant en la guerra de Granada i allí va estar fins que va veure onejar sobre l'Alhambra l'ensenya dels Reis Catòlics. Va trigar molt poc a morir Alonso, essent l'últim dels mestres de l'orde de Sant Jaume, ja que els Reis Catòlics es van declarar en 1493 administradors de l'orde, agregant aquest mestrat a la Corona de Castella.

## Declivi
Amb el pas del temps i la finalització o l'alentiment de la Reconquesta, l'orde de Sant Jaume es va veure implicada en les lluites internes del Regne de Castella. Al mateix temps, els immensos béns de l'orde, la van obligar moltes vegades a sostenir les oposades pretensions de la corona. També, sent el càrrec de gran mestre de tanta influència, les lluites internes eren freqüents per a arribar a tal dignitat. Fins a tal punt havien desacreditat a l'orde aquests escàndols, que a la mort del gran mestre Alonso de Cárdenas, en 1493, els Reis Catòlics van trobar excusa per a demanar als Estats Pontificis una providència capaç de posar terme als escàndols al mateix temps que subratllaven les grans despeses que la guerra de Granada havia suposat a la Corona. Així, els reis van suplicar al papa Alexandre VI que els concedís l'administració del gran mestrat de l'orde, mesura que podia considerar-se com de necessitat i al mateix temps com una espècie de recompensa dels seus grans sacrificis per la fe catòlica. El papa va accedir a la demanda, i amb butlla del mateix any va donar als Reis Catòlics l'administració de la suprema dignitat de l'orde de Sant Jaume.
Després de la mort de Ferran II d'Aragó, va succeir en l'administració l'emperador Carles V, en el temps del qual el papa Adrià VI va unir per a sempre a la corona de Castella els mestrats de Sant Jaume, Calatrava i Alcántara (1523). Fins aleshores, el gran mestre de Sant Jaume era triat pel consell dels tretze, així anomenat perquè el componien tretze cavallers designats d'entre els governadors i comanadors de l'orde.